# Apreciace
Apreciace je zhodnocení měnového kurzu vůči zahraničním měnám. Za jednotku měny domácí se následně platí vice jednotek zahraniční měny a v opačném směru platí, že za jednotku zahraniční měny se bude platit méně jednotek domácí měny. K apreciaci dochází v zemích, které mají monetární (měnovou) politiku v režimu flexibilního měnového kurzu (někdy také označován jako floating). V takovém režimu autority neudržují ani nemění hodnotu měny. K apreciaci tak dochází samovolně, na rozdíl od devalvace, nebo revalvace, které jsou důsledkem monetární politiky v režimu fixních kurzů.

## Příklad
Pokud bude měnový kurz české koruny vůči euru 1€=25Kč, tak při změně na 1€=27Kč dochází k posílení eura vůči české koruně a také k oslabení (depreciaci) české koruny vůči euru. Naopak v případě, kdy by se měnový kurz změnil na 1€ = 23Kč, dojde k posílení české koruny vůči euru a k oslabení eura vůči české koruně.

## Příčiny apreciace
Měnový kurz je určen na devizových trzích. Měnový trh není trhem centralizovaným, to tedy znamená, že se nechová jako například burza cenných papírů, měnový trh je rozptýlený trh, kde se obchod provádí na mnoha různých místech. Navzdory tomuto faktu je měnový trh dokonale konkurenčním trhem, jelikož kurz domácí měny bude na všech devizových trzích stejný díky arbitrážím. Toto neplatí pouze například pro Českou korunu, ale pro každou měnu volně obchodovatelnou na měnovém trhu, poté tedy mluvíme o jednom globálním měnovém trhu, protože tam lze manipulovat s velkými částkami jednotlivých měn napříč jakkoliv vzdálenými zeměmi. Měnový kurz je závislý především na vývoji nabídky a poptávky na tomto trhu. Rovnovážný měnový kurz se stanovuje stejně jako na kterémkoliv jiném trhu. K apreciaci dochází v případě, kdy je poptávka vyšší než nabídka. Tedy dochází k zhodnocení vůči zahraničním měnám. V opačném případu, tedy když nabídka po domácí měně vzroste a převyšuje poptávku, mluvíme o znehodnocení domácí měny vůči zahraničním měnám.
Nabídka a poptávka jsou z krátkodobého hlediska závislé na importu a exportu. Dovozci zboží ze zahraničí přispívají k vytvoření nabídky korun a zároveň vytváří poptávku po měnách zahraničních. Vývoz českého zboží a služeb způsobuje nabídku zahraničních měn a vývozci naopak vytváří poptávku po českých korunách.
Dále je nabídka a poptávka závislá na mezinárodních transakcích, spekulacích na devizovém trhu a také na „dirty floatingu“ (Typ flexibilního měnového režimu, kdy si banka vyhradí právo zasahovat do výše kurzu, aniž by tohoto práva často využívala. Jedná se také o měnovou politiku České národní banky.)
Je třeba dodat, že měnový trh je dnes mnohem vice závislý na investorech, myšleno na jejich chování a důvěře v domácí měnu. Pokud investoři očekávají, že domácí trh poroste, investují do domácí měny, čímž se měna zároveň zhodnocuje. Především je tomu tak u malé otevřené ekonomiky, jakou je např. Česká republika, investoři drží cenné papíry a bankovní vklady, tedy různé cenné papíry, v různorodých měnách a mezi těmito aktivy se rozhodují. Nákupy a prodeji silně ovlivňují měnové kurzy.

#### Změna úrokové sazby
Pokud dojde ke zvýšení úrokové sazby v domácí zemi v porovnání se zahraničím, investoři se rozhodnou prodat měny okolních zemí a nakoupit měnu domácí. Jejich cílem je dosáhnout co nejvyššího výnosu, a tak svůj kapitál přesunou. Poptávka po domácí měně vzroste a zároveň klesne nabídka domácí měny. Ve stejnou chvíli poklesne poptávka po měnách zemí, které budou mít nižší úrokovou míru v porovnání s úrokovou mírou domácí a zároveň se v těchto zemích zvýší nabídka měny. Tyto změny na devizových trzích vyústí v apreciaci domácí měny vůči měnám zahraničním.

#### Změna míry inflace
Další příčinou apreciace může být nízká inflace (případně deflace). Domácí zboží se oproti dováženému stane levnějším vůči zahraničnímu a tím pádem i žádanějším. Zvýší se tak poptávka po tomto zboží, vzrostou výnosy z exportů a zároveň vzroste poptávka po domácí měně. V důsledku těchto změn na trhu dojde k apreciaci domácí měny vůči měnám zahraničním.

#### Očekávání obchodníků na devizových trzích
Obchodníci na devizových trzích průběžně dostávají informace o dění v jednotlivých zemích, které by mohlo mít vliv na měnový kurz. Mohou se tak rozhodnout nakoupit měnu určité země z důvodu předpokládaného růstu úrokových sazeb nebo očekávání nízké inflace v porovnání s jinými zeměmi. Nabídka a poptávka na devizových trzích se tak mění v závislosti na tom, jaké změny investoři očekávají.

## Důsledky
Hlavním přímým důsledkem apreciace je zvýšení parity kupní síly, to znamená, že za jednotku měny je možno koupit více než před apreciací. Pro firmy je tak výhodnější importovat zboží ze zahraničí. Importované zboží se pro residenty země stává relativně levnějším ve srovnání se zbožím produkovaným v dané zemi. V důsledku této změny se zvýší poptávka po dováženém zboží, což vede k nárůstu čistých importů. Pokud import bude převažovat nad exportem tak se zvýší deficit obchodní bilance, což mimo jiné vede ke snížení HDP.
Cena vyváženého zboží naopak poroste a pokud vývozci mají tu možnost zvýšit jeho cenu, tak se dané zboží stane pro residenty jiných zemí relativně dražším. Pokud vývozci tu možnost nemají například z důvodu vysoké konkurence, dojde k poklesu zisků, protože se zvýší výrobní náklady v porovnání se ziskem. Děje se tak proto, že náklady jsou vyjádřeny v domácí měně a zisk je vyjádřen v zahraniční měně. V případě, kdy dojde k velkému poklesu zisku, dojde k zastavení exportu a k poklesu čistého exportu.
Pokud vzroste domácí cenová hladina výrazněji než zahraniční cenová hladina, dochází k depreciaci měny. Pokud je růst domácí cenové hladiny menší než zahraniční cenové hladiny, dochází k apreciaci měny. Změna měnového kurzu jakožto i rozsah těchto změn jsou závislé na změnách cenových hladin, což vyplývá z teorie parity kupní síly.
Důsledky apreciace měny výrazně záleží na celkovém stavu ekonomiky dané země. Pokud ekonomika zažívá recesi, pak apreciace způsobí pokles agregátní poptávky a může přispět k vyšší nezaměstnanosti. Pokud je ekonomika v expanzi, může apreciace měny naopak pomoci snížit celkové inflační tlaky a ustálí růst ekonomiky.

#### Kapitálové zisky a ztráty v důsledku apreciace
V důsledku apreciace měny se u rezidentů této země sníží hodnota aktiv držených v cizí měně. Na druhou stranu se hodnota aktiv dané měny, kterou drží rezidenti ostatních zemí, zvýší. Tyto změny jsou nazývány jako kapitálové zisky a ztráty.

#### Důsledky monetární politiky v režimu flexibilního měnového kurzu
Snížení nabídky peněz neboli monetární restrikce má za důsledek růst domácí úrokové míry nad zahraniční úrokovou míru. V důsledku růstu domácí úrokové míry dojde k přílivu kapitálu a vznikne přebytek platební bilance, což způsobí apreciaci domácí měny. Konkurenceschopnost domácích produktů v zahraničí se sníží, protože se stanou relativně dražšími a stejně jako v předchozím příkladu dojde k poklesu čistých exportů. Zvýší se deficit obchodní bilance a ten způsobí pokles výkonnosti ekonomiky.
Monetární expanze (zvýšení nabídky peněz) vede k depreciaci.

## Zásah státu
Měnové kurzy se tedy nemusejí nutně vytvářet volně na měnovém trhu, avšak centrální banky mají prostředky jak ovlivnit kurz domácí měny. Centrální banka poté intervenuje na devizovém trhu, kde využívá svých devizových rezerv, které slouží jednak jako zabezpečení pro nepříznivé situace, avšak take pro stabilizaci kurzu domácí měny. I pokud má země volně pohyblivý kurz měny, přistupují některé centrální banky ve výjimečných případech k intervencím. Toto je činěno s účelem zabránit výraznějším výkyvům měnového kurzu, které by mohly ohrozit cenovou stabilitu a konkurenceschopnost, dále také jako signál investorům, že by neměli ztrácet důvěru v měnu. Tomuto režimu se říká řízený plovoucí trh.